# منتخب بلجيكا تحت 17 سنة لكرة السلة للسيدات
منتخب بلجيكا تحت 17 سنة لكرة السلة للسيدات  هو ممثل بلجيكا الرسمي في المنافسات الدولية في كرة السلة للسيدات.